# Wohnhaus Johann-Heinrich-Voß-Straße 10

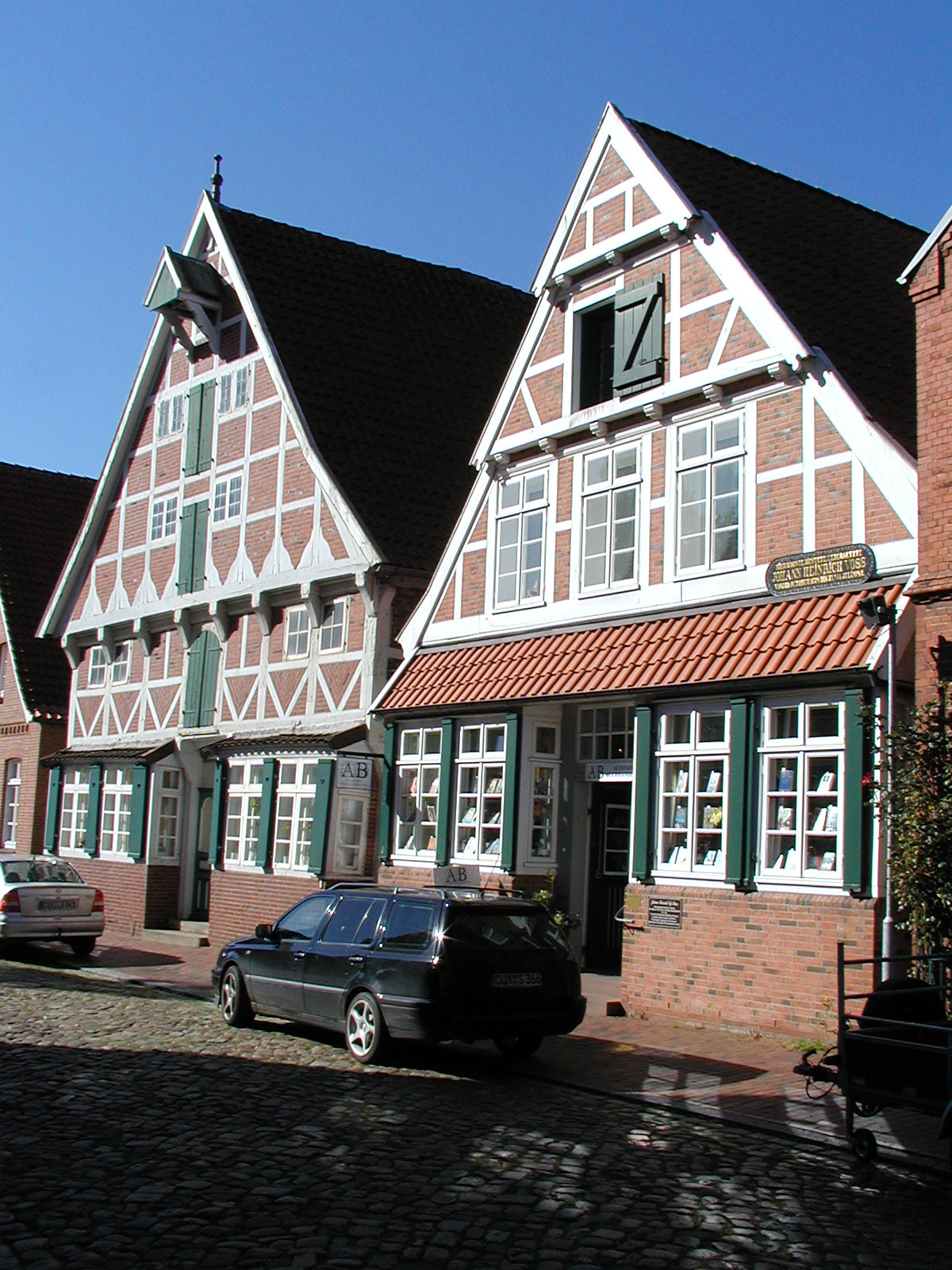
Nr. 8 und 10

Das Wohnhaus Johann-Heinrich-Voß-Straße 10 in der niedersächsischen Samtgemeinde Land Hadeln, Gemeinde Otterndorf, im Landkreis Cuxhaven, stammt vom 17. Jahrhundert. Aktuell (2024) wird es als Wohnhaus genutzt.
Das Gebäude steht unter Denkmalschutz (siehe auch Liste der Baudenkmale in Otterndorf).

## Geschichte und Beschreibung
Otterndorf war der Hauptort des Landes Hadeln. 1400 erhielt er von Herzog Erich von Sachsen-Lauenburg das Stadtrecht. Die ehemalige Wurtsiedlung Otterndorf liegt um die Kirche herum an den Straßen Johann-Heinrich-Voß-Straße und Himmelreich. Sie besteht als Siedlungskern bereits seit dem Mittelalter. Ihre zumeist Fachwerkbauten aus dem 17. und 18. Jahrhundert sind in der Regel giebelständig und damit größtenteils zum ehemaligen Kirchhof ausgerichtet. Zur Wurtsiedlung gehören auch die Alte Lateinschule Otterndorf und das ehemalige Pfarrhaus der Severikirche sowie die Wohnhäuser Johann-Heinrich-Voß-Straße Nr. 2, Nr. 8, Nr. 10, Nr. 12 und Nr. 14.
Das zweigeschossige giebelständige Gebäude in Fachwerk mit Fußstreben, Fußbändern und auffallender Musterung der Steinausfachungen, mit zwei Speichergeschossen und mit ziegelgedecktem Satteldach wurde im späten 17. Jahrhundert gebaut. Der östliche Giebel kragt auf profilierten Knaggen vor. Zwei Utluchten, dazwischen der Eingang, drei Ladeluken und ein markanter Kranerker sowie ein Giebelspieß gliedern den Giebel.
Der denkmalgeschützte Straßenraum mit Straßenpflasterung ist ein Bestandteil der Wurtsiedlung.
Das Landesdenkmalamt befand u. a.: „… stellt einen in Otterndorf einzigartigen Haustyp dar …“